# 1,4-Бензохинон
1,4-Бе́нзохино́н (хинон, п-бензохинон) — органическое соединение с химической формулой C6H4O2, представитель класса хинонов, один из двух известных изомеров бензохинона. Применяется в производстве гидрохинона, красителей и как дубильное вещество.

## История
1,4-Бензохинон впервые получен А.А. Воскресенским в 1838 году путём окисления хинной кислоты диоксидом марганца в серной кислоте. Эффект дубления хиноном желатина был обнаружен братьями Люмьер в 1907 году.

## Физические свойства
Золотисто-жёлтые кристаллы с резким запахом. Молярная масса — 108,10 г/моль. Имеет температуру плавления = 115,7 °C, относительную плотность {\displaystyle d_{4}^{20}} = 1,320, легко возгоняется и перегоняется с паром. Окислительно-восстановительный потенциал хинона EOx/Red = −0,711 В (бензол, 25 °C). Легко растворим в спирте, эфире, горячем лигроине, щелочных растворах. Растворимость в воде: 0,705 г/100 мл (5 °C), 1,523 г/100 мл (30 °C).
Молекула 1,4-бензохинона обладает рядом признаков ароматических соединений. Она имеет плоское строение, при этом все атомы углерода и кислорода имеют sp2-гибридизацию. Шесть {\displaystyle \pi }-электронов плоского цикла распределены в сопряжённой системе шести атомов углерода, но длины одиночной связи в кольце (0,149 нм) и двойной (0,132 нм) сильно отличаются друг от друга и от длины ароматической связи в бензоле (0,140 нм), что даёт основания рассматривать это соединение не как ароматическое, а как циклический α,β-ненасыщенный дикетон.

## Химические свойства
1,4-Бензохинон обладает хорошей восстанавливаемостью, при этом процесс восстановления легко обратим. Восстановление можно провести при помощи водорода (с применением катализатора из двуокиси платины), гидразином или двуокисью серы. Процесс восстановления идёт с образованием гидрохинона по следующей схеме:
 {\displaystyle {\ce {<=>[+e^-]}}}  {\displaystyle {\ce {<=>[+e^-]}}} {\displaystyle {\ce {<=>[+2H^+]}}} 
Может образовывать устойчивые анион-радикалы, называемые семихинонами. С бензолом, толуолом, нафталином, антраценом и гидрохиноном эти комплексы образуются в соотношении 1:1, с фенолом — в соотношениях 1:1 и 1:2.
При взаимодействии 1,4-бензохинона с первичными аминами образуются монохинонимины, с гидроксиламином — п-хинонмонооксим и п-хинондиоксим. При взаимодействии с реактивами Гриньяра хинон превращается в хинолы, которые перегруппировываются в алкилгидрохиноны. С метанолом хинон образует 2,5-диметокси-1,4-бензохинон, с анилином — 2,5-дианилино-1,4-бензохинон. В реакции Дильса — Альдера хинон выступает как диенофил. В щелочной среде хинон реагирует с перекисью водорода с образованием эпоксигидрохинона, который в кислой среде превращается в гидроксихинон.
Задубливает коллаген и желатин, образуя поперечную сшивку между белковыми структурами, но из-за окраски хинона и образования красных пятен продуктов окисления это свойство находит лишь ограниченное применение. Степень дубления зависит от значения pH. Действие малозаметно при pH < 5, становится заметным при pH = 5, быстро растёт до значения pH = 8, после чего рост замедляется. По аналогии с более простыми исследованными соединениями предполагается, что процесс задубливания проходит по следующему механизму:
{\displaystyle 2Gel-NH_{2}+2}  {\displaystyle \longrightarrow }  {\displaystyle +} 

## Получение
В лаборатории может быть получен:
- из анилина путём окисления при помощи дихромата калия с последующей экстракцией бензолом[8];
- из гидрохинона, также путём окисления дихроматом калия в среде серной кислоты[5], а также реакцией с CrO3 в пиридине.

В промышленности получают путём окисления анилина двуокисью марганца в серной кислоте при 3—10 °C, также применяют способ с окислением дихроматом натрия в серной кислоте при 20 °C.

## Применение
Участвует в производстве гидрохинона как промежуточный продукт. Также используется в производстве красителей, применяется как дубитель.

## Безопасность
При попадании в организм вызывает превращение гемоглобина в метгемоглобин, что приводит к анемии. При наружном взаимодействии вызывает раздражение кожи. ПДК составляет 0,05 мг/м3.